# Richard Brick
Richard Brick (* 20. September 1945 in New York City; † 2. April 2014 ebenda) war ein US-amerikanischer Filmemacher und Hochschullehrer.
Brick war Produzent unter anderem von Harry außer sich (1997), Celebrity (1998) und Sweet and Lowdown (1999).
1992/1994 war er erster Kommissar des New Yorker Mayor's Office of Film, Theatre & Broadcasting.
Er hatte eine Professur für Film an der Columbia University School of the Arts inne und war Begründer des Columbia University Film Festival.